# Trånghyltan
Trånghyltan är en ort i Osby kommun i Skåne län, belägen fyra kilometer nordöst om Hökön.
Byn, som består av tre bondgårdar, har två delar: Stora Trånghyltan som tillhörde Loshults socken, och Lilla Trånghyltan, som var en del av Örkeneds socken.
Genom byn passerade den gamla Ryavägen, som fram till 1650-talet var en viktig led mellan Sverige och Danmark.
I byn bröts fram till 1960-talet svart granit, diabas, och rester av flera dagbrott existerar fortfarande.